# Meurtres en soutane
Meurtres en soutane (Death in Holy Orders) est un roman policier de Phyllis Dorothy James (plus connue sous le nom P. D. James) paru en 2001. C'est le onzième titre consacré au cycle des enquêtes d'Adam Dalgliesh.

## Résumé
L'histoire se déroule dans une école de théologie anglicane, Saint Anselm. Après la mort d'un étudiant dont le père se déclare insatisfait par l'enquête menée, Dalgliesh, qui connaît St Anselm pour y avoir passé plusieurs fois ses vacances quand il était enfant, se rend sur les lieux à titre semi-officiel. Durant son séjour, un archidiacre est assassiné et Dalgliesh alors chargé de l'enquête. Il fait venir de Londres Kate Miskin et Piers Tarrant et convoque les responsables locaux.
Deux autres meurtres surviennent. Après l'interrogatoire de toutes les personnes présentes et plusieurs secrets révélés (dont le fait que l'un des élèves est, sans le savoir, l'héritier de la propriété) le coupable est démasqué. 

## Particularité du roman
Dans ce roman, Dalgliesh rencontre le Dr Emma Lavenham, un professeur invité de Cambridge. C'est l'amorce d'une relation entre eux, qui se poursuivra durant les épisodes suivants de la série.